# Need for Speed: Underground 2
Need for Speed: Underground 2 este un joc video de curse cu mașini lansat în 2004 pentru Microsoft Windows, PlayStation 2, Xbox, Game Boy Advance, Nintendo GameCube și Nintendo DS, dezvoltat de EA Games și publicat de Electronic Arts. Este al nouălea joc din seria Need for Speed și succesorul direct al Need for Speed: Underground. Constă în curse cu mașini sport, printre care se află modele exotice și modele japoneze. S-au vândut 9 milioane de copii, Echivalentul pentru varianta de PlayStation Portable este Need for Speed: Underground Rivals.

## Sinopsis
Povestea se desfășoară în orașul Bayview. După ce jucătorul devine cunoscut în The Olimpic City (Orașul Olimpic), primește un apel de la Caleb (un șofer violent cu tatuajul Morții pe mână). Jucătorul se întalnește cu Caleb, care îi distruge mașina. Samantha atunci îl sfătuiește pe jucător să se ducă în Bayview. Ajuns, jucătorul livrează un Nissan 350Z unei șoferite pe nume Rachel, care controlează tot ce se întâmplă în Bayview. Și după jucătorul este instruit să se ducă la garaj deșii jucătorul poate intra in numai 3 curse cu masina lui Ranchel.

## Gameplay

Versiunea PC a jocului Need for Speed: Underground 2.

În Underground 2 mașina se poate cosmetiza cu mult mai multe accesorii, cum ar fi sistemul audio din portbagaj, schimbarea culorii luminilor din față sau modificarea kilometrajului. Apar și curse noi, precum Street X, Underground Racing League (URL), dar și Dyno Test. Dyno Test este o verificare specială a motorului, a suspensiilor, a Turbo-ului, a Nitro-ului, a efectelor aerodinamice. La începutul modului carieră, Rachel îi oferă câteva mașini ca să poată să își facă un nume. Orasul Bayview este împărțit în 5 părți, care pot fi deblocate odată cu avansarea în carieră. Noi piese auto și mașini sunt deblocate după curse. Fiecare parte a orașului aduce și alte dificultăți, fapt pentru care mașina trebuie modificată în așa fel încât să fie măcar la același nivel ca a adversarilor din punctul de vedere al performanței. Adversarii pot fi găsiți și în afara curselor și provocați la un Outrun. Fiecare Outrun câștigat aduce și componente unice: Body components, Performance components, etc.. În unele părți ale orașelor, Outrun-urile trebuie repetate de atâtea ori până o parte dorită este deblocată și aplicată pe mașină. Pe lângă curse, sunt și câteva oferte din partea unor anumite firme, pentru reviste sau DVD-uri. Șoferul este lăsat să își pozeze mașina cum vrea, pentru ca poza să fie pusă pe coperta revistei respective. Aproape de finalul jocului, șoferul nostru se întâlnește cu Caleb și este provocat la o cursă. Caleb are un fel de gașcă, toți din aceasta încercând să îl învingă pe personajul nostru, care reușește să îi întreacă pe toți, chiar și pe Caleb, și ajunge cel mai bun pilot de curse de stradă din oraș.